# Vadillo de la Sierra
Vadillo de la Sierra – gmina w Hiszpanii, w prowincji Ávila, w Kastylii i León, o powierzchni 46,15 km². W 2011 roku gmina liczyła 80 mieszkańców.